# Tamara Tixkevitx
Tamara Tixkevitx   (Čašnicki rajon, 31 de març de 1931 - Sant Petersburg, 27 de desembre de 1997) fou una atleta belarussa, especialista en el llançament de disc, que va competir sota bandera soviètica entre finals la dècada de 1940 i començaments de la de 1960.
Durant la Segona Guerra Mundial la seva família va fugir a Sant Petersburg, Rússia, on va passar la major part de la seva vida. Un cop retirada passà a exercir tasques d'entrenadora.
El 1952 va prendre part en els Jocs Olímpics d'Estiu de Hèlsinki, on fou quarta en la prova del llançament de pes del programa d'atletisme. Quatre anys més tard, als Jocs de Melbourne, va guanyar la medalla d'or en la prova del mateixa prova, tot establint un nou rècord olímpic.
En el seu palmarès també destaca una medalla de bronze al Campionat d'Europa d'atletisme de 1954, rere les seves compatriotes Galina Zybina i Maria Kuznetsova, i una de plata als de 1958, rere l'alemanya Marianne Werner. També guanyà el campionat nacional de llançament de pes de 1956 i 1957.

## Millors marques
- Llançament de pes. 16,59 metres (1956)
- Llançament de disc. 45,36 metres (1952)[1][4]